# ديفيد بيل (مهندس)
ديفيد بيل (بالإنجليزية: David Bill)‏ هو مهندس بريطاني، ولد في 17 نوفمبر 1954.